# Anglure

Anglure este o comună în departamentul Marne, Franța. În 2009 avea o populație de 861 de locuitori.